# Distenia caerulescens
Distenia caerulescens är en skalbaggsart som beskrevs av Pierre Émile Gounelle 1911. Distenia caerulescens ingår i släktet Distenia och familjen långhorningar. Inga underarter finns listade i Catalogue of Life.